# 瓦爾特PPQ半自動手槍
瓦爾特PPQ（德語：Polizei-Pistole Quick Defense，意為：警用快速防禦手槍）是一系列由德国槍械製造商卡尔·瓦尔特运动枪有限公司為民間射擊、安全部隊和執法機關取代過去的瓦爾特P99而研製和生產的半自動手槍，發射9×19毫米、9×21毫米IMI和.40 S&W這三種口徑的手枪子彈。到了2015年10月，又推出了發射.45 ACP口徑型手枪子彈的型號。

## 產品進化

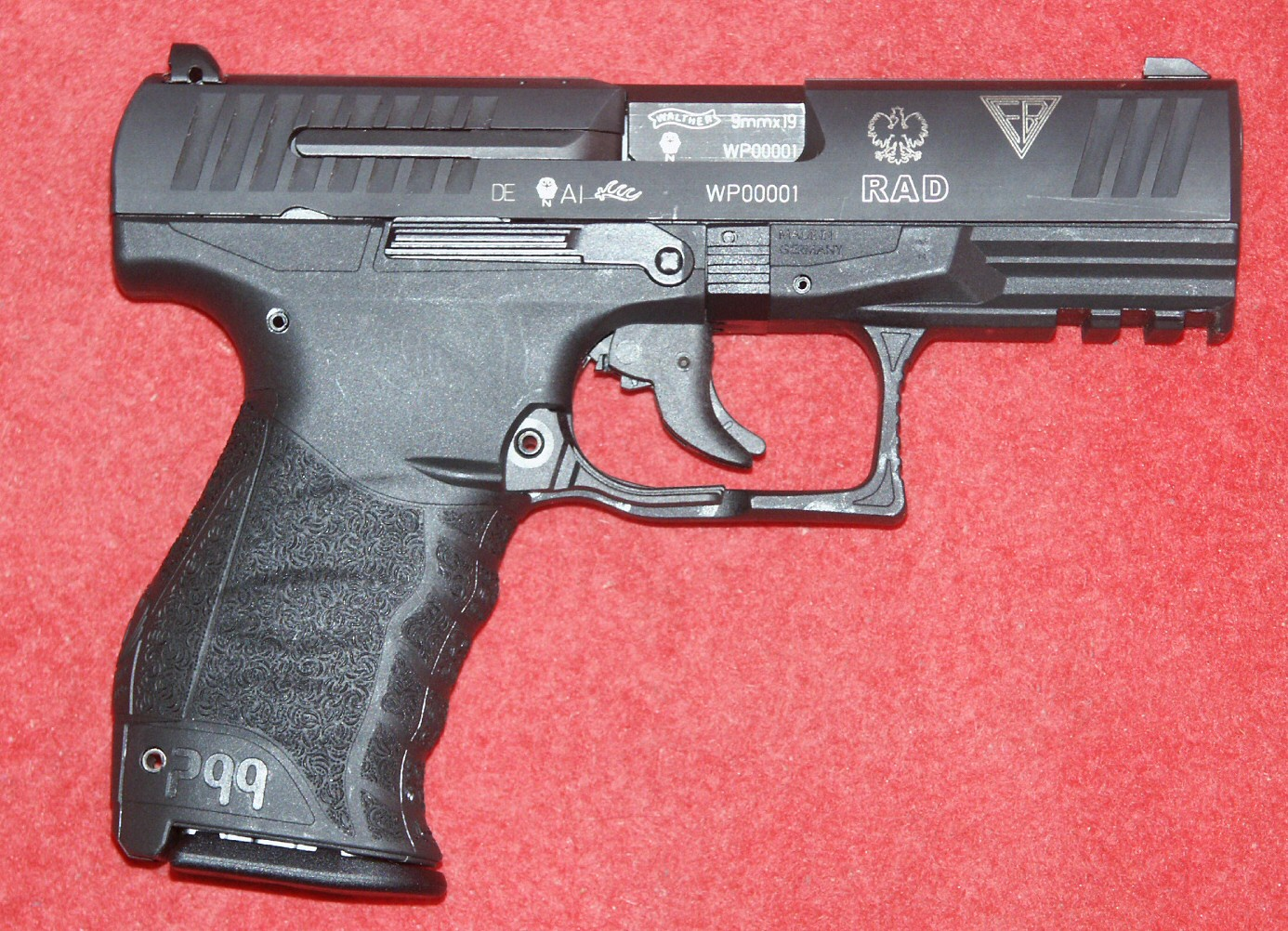
由波蘭根據特許生產證生產的P99RAD。

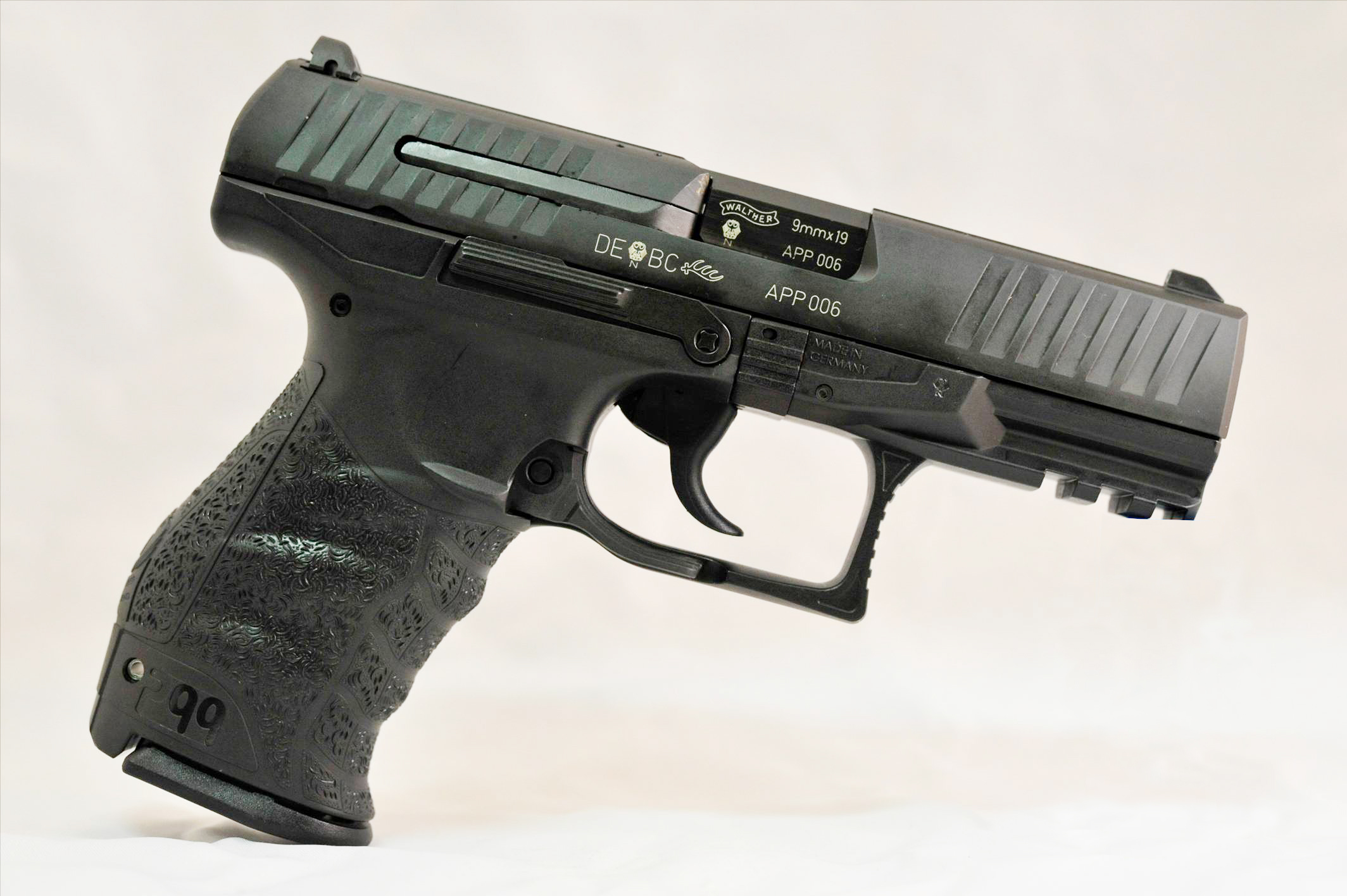
P99Q警用任務手槍。

瓦爾特PPQ並非一個真正的新設計。這槍使用了與在1996年推出的瓦爾特P99手槍的衍生型P99QA相同的工程學的原理和主要特點。與瓦爾特P99QA型相比，瓦爾特PPQ具有的許多修改，例如經過重新設計的握把，扳機護環和向前的（大型）鋸齒狀防滑紋套筒的組合亦在2008年推出的P99衍生型，在波蘭生產和銷售的軍用手槍（佩槍）瓦爾特P99RAD上，以及瓦爾特P99Q警用手槍上出現過。
由於是瓦爾特P99的產品發展型，PPQ保持著與P99的瞄準具和P99的第二代彈匣以及其他配件的兼容性。
PPQ在P99QA、P99RAD和P99Q之上的主要革新是其“快速防衛型”扳機。

## 設計細節

### 操作機構
瓦爾特PPQ是一把槍管短行程後座閉膛式半自動手槍，使用從白朗寧大威力半自動手槍改進過來的白朗寧凸輪閉鎖系統。PPQ具有一個玻璃钢增強聚合物材料製造的底把和钢製套筒組件。所有金屬表面都經過镍铁表面處理。它可以被分解為其主要部分，或是在沒有工具的幫助以下只按下分解扣就能夠不完全分解。

### 功能
在瓦爾特PPQ內部預設的擊針“快速防衛型”扳機是一個超越過去的瓦爾特手槍的扳機系統，並已經在PPQ上加以使用，成為該槍最具特色之處。當扳機被扣動時，扳機連杆上的突起物頂起連繫著擊針保險的分離式控制桿，撐起一個阻鐵鉤，同時讓完全預先裝填的擊針總成釋放並向前移，並使手槍射擊。與格洛克和許多其他擊針發射設計的手槍相似的是，不需要預壓擊針簧即可扣動扳機。PPQ的扳機扣力完全是由扳機和分離彈簧而定。PPQ的扳機行程大約為9毫米（0.35英寸），扳機復位行程只有相對很短的2.54毫米（0.1英寸），而扳機扣力為大約25牛頓（5.62磅力）。在扣動扳機射擊以後，只要稍微鬆開扳機並且再次扣動就可以擊發下一發子彈，保證了使用者在射擊時的準確性和對快速射擊的需求。有別於許多其他的扳機系統，預置的內置式擊針具有一個讓位關閉點，這樣在不需要待擊解脫桿以下，扳機扣力從第一發到最後一發都保持不變。然而，應該注意的是，PPQ衍生型擊針不會從套筒的後面伸出，因為該槍械本來就是在一個恆定待擊狀態。
由於PPQ手槍的扳機特性，由德国瓦爾特生產和銷售的PPQ更像是特種部隊手槍，而非如其名字般是一把警用任務型手槍。根據德國警察技術規格（TR，意為：9×19毫米口徑手槍的技術規格指引；最新修訂版：2008年1月），獲得德國警用任務型手槍認證的手槍的首發扳機扣力需要大於或等於30牛頓（6.74磅力），扳機行程大於或等於10毫米（0.39英寸），而扳機復位行程則大於或等於4毫米（0.16英寸）。
抽殼鈎位於套筒右側，尺寸比較長，除了具抽殼功能以外，退殼勾同時作為上膛指示器。當有彈藥於膛室內的時候，會使退殼勾尾部向內移動後而縮入套筒，這時套筒上平時被抽殼鈎尾部掩蓋的紅色警示標記就會顯現，白天很容易看到。光線昏暗不佳或是夜間無法用肉眼分辨時，可以通過手指觸摸抽殼鈎尾部的位置以感知膛室內裝有彈藥與否。而沒有彈藥時會把退殼勾縮回槍內。
這手槍對於人體工程學設計方面亦是一個關鍵性的焦點，並正因為如此，與瓦爾特P99一樣，PPQ的握把使用了模塊化設計，可以換裝3種可更換式後方握把片（小型、中型和大型），這樣就令使用者可以因應其手掌大小而調節握把的形狀和尺寸，更適合不同的手形。此功能亦讓大多數射手的槍械上具有一個握感舒適和更有效的握把。其注射製模握把底把上具有四條讓套筒在前者以上滑動的鋼製導軌：兩條位於底把的後部，而其餘的兩條亦以一對形式設在扳機護環的前部的上方。大型扳機護圈的前部和質感本身都是方形。其聚合物握把的兩側、前部和後方握把片上具有捲曲變形紋理化“HI-GRIP”型防滑表面。握把內部使用了喇叭狀擴口處理的彈匣插槽，使彈匣插入時變得更為方便。固定後方握把片下端以空心插銷固定，其設計目的是要作為一個用以裝上戰術槍索附件的空心洞。PPQ亦在套筒下、扳機護環前方的防塵蓋整合了一條MIL-STD-1913戰術導軌以安裝各種戰術燈、雷射瞄準器和其他戰術配件。
手槍的套筒和其他金屬部件採用了先進的特尼弗（Tenifer）氮化處理過程（一種滲氮工藝，也在格洛克手槍上使用）。特尼弗表面處理的厚度為0.04毫米（0.0015英吋）和0.05毫米（0.002英吋）之間。這種處理的特點是具有極高的耐磨擦性和耐腐蝕，它會滲入金屬和表面處理部分，甚至在表面以下的一定深度並且變成類似的性質。Tenifer氮化處理過程中會產生啞光灰色、無眩光表面和64 HRC等級（相比之下，一顆工業鑽石的評級為70 HRC）、99％的抗海水腐蚀（達到或超過不鏽鋼規格）和1,200－1,300平方毫米每牛頓（N/mm2）的抗拉強度。採用了這種處理使得瓦爾特PPQ特別適合作為個人隱蔽攜帶的手槍，而高聚氯乙烯耐處理並可以減少手槍受到汗水的影響。採用類似表面處理的還有格洛克半自動手槍和HS2000半自動手槍。
整套瓦爾特PPQ手槍可裝在其專用聚合物手槍槍盒，裡面包括：手槍、2塊大小不同的後方握把片、兩個彈匣、快速裝彈器、使用說明書、保修期文件、原廠在15公尺（16.4码）的距離開了5槍的測試靶子以及一個經國際常設槍械測試委員會認可的證明機構烏姆（德語：Beschussamt Ulm）進行的驗證測試的防彈盒子裝著的信封。

### 槍管
瓦爾特PPQ手槍裝有一根使用傳統型陽膛和陰膛槍管。子彈通過常規的由陽膛和陰膛所組成的膛線以達到穩定。槍管下方的複進簧導桿尾部加裝了一個藍色聚合物帽，這能既能減少槍管與複進簧導桿尾部接觸位置的摩擦損耗，亦能夠防止使用者在維護手槍以後安裝複進簧導桿的時候出現如倒裝的裝置出錯問題。

### 保險裝置
瓦爾特PPQ設有三個保險裝置（扳機保險、內置式擊針保險和快速保險功能），其中裝在扳機之上並留有外露部份的整合式扳機保險內部槓桿機構亦可以作為一個額外被動式「防跌落保險」（英語：Drop Safety）。在手槍套筒、拋殼口上方的開口具有上膛指示器，在膛室內裝彈的時候會突出來。如果膛室內裝彈的話，使用者可以通過該開口看到。

### 供彈方式
瓦爾特PPQ是由彈藥容量不同的左右交錯排列雙排式彈匣供彈。瓦爾特還提供具有+2底座的左右交錯排列雙排式彈匣，以手槍及握把高度增加約18毫米（0.71英寸）為代價，使彈匣容量增加2發。瓦爾特亦向限制槍械彈匣容量10發的司法管轄區提供10發單排彈匣。這些彈匣是由钢製成，意大利分包商Mec-Gar公司為瓦爾特生產的，彈匣具有抗摩擦塗層以便裝填和抗腐蝕。彈匣上具有可視式檢查孔，使用者可透過檢查孔計算彈匣內的剩餘子彈量。鋼製彈簧推動上方的橙色聚合物製造的托彈板。標準左右交錯排列雙排式PPQ彈匣的重量為80克（2.82盎司）這手槍亦裝有無彈後定，在最後一發子彈已經發射之後，其彈匣托彈板會對套筒鎖施加向上的壓力，讓其與套筒鎖缺口嚙合，從而保持在“開放”的位置。
空槍掛機桿（套筒釋放裝置）位於底把左右兩側側、套筒的下方，射手的兩手的拇指可以靈活操作。當手槍的膛室內已經上彈就可以發射，而不需要在武器以內插入彈匣才可使用。
所有非PPQ M2的衍生型按下與扳機護環底部融為一體並可靈活地操作的彈匣釋放桿就可把空彈匣釋放，而PPQ M2的衍生型則是通過按壓位於扳機護圈後方底部的一個可反向安裝的拇指釋放按鈕把空彈匣釋放。此外，PPQ M2的彈匣與原來的PPQ彈匣是不兼容的。

### 瞄準具
標準機械瞄具是由钢或聚合物製成，視乎出售手槍的所在國家或地區。照門元件可以通過底座的燕尾槽以調整風偏，而準星元件則可以通過更換準星以調整海拔。在這方面瓦爾特提供4個不同高度的準星元件。標準瞄準具具有3個高對比度的點用以增強對比度，並塗上具有餘輝的塗料以幫助在不利的照明條件以下瞄準目標。另外還可以使用其氚瓶光點式夜間機械瞄具。由於瓦爾特手槍線路的產品演化，瓦爾特PPQ保持與瓦爾特P99、瓦爾特PPS瞄準具的兼容性。9×19毫米口徑的PPQ型號的瞄準基線為156毫米（6.14英吋），而.40 S&W口徑的PPQ型號則為158毫米（6.22英吋）。

### 高膛壓彈藥
根據瓦爾特方面的資料，“Plus-P”（+P）高膛壓彈藥可能會影響PPQ手槍的耐磨特性或是超過安全邊際。同樣地根據瓦爾特方面的結果，使用“Plus-P”彈藥需要更頻繁的維修。瓦爾特更建議不要在瓦爾特槍械上使用“Plus-P-Plus”（+P+）這些更高膛壓彈藥。+P和+P+這兩種標誌會標記在彈藥上並表示它超過既定的彈藥工業標準，但這些表示不代表限定的壓力限制。因此，這類彈藥所產生的膛壓並有可能會是不同。

### 附件
原廠提供的配件包括：固定金屬三點式機械瞄具、固定氚光夜間瞄具、可調節運動型機械瞄具、可調節光纖機械瞄具、雷射瞄準器、戰術燈、彈匣底座手電筒轉接器、槍套、彈匣、彈匣快速裝彈器、握把延長器、瞄準鏡長導軌座和消聲套件，包括一根118毫米（4.65英寸）槍管、保護槍口螺紋的保護蓋和一個IMPULS II-A級產品線的消聲器，例如由瑞士布魯加-托梅公司生產的抑制器已經作為瓦爾特PPQ的原廠配件提供。
為記錄瓦爾特PPQ的具體數據，PPQ亦可以在手槍後方握把片上裝上一個被動式RFID應答器系統。存儲的數據可以通過外部單位的電腦系統檢閱。

## 衍生型
PPQ戰術海軍型（PPQ TACTICAL NAVY）
為PPQ的一款衍生型，其發射機制經過修改，可在水中和靠近水的環境操作。擊針通道以內具有一個非標準孔，確保武器在完全被水淹沒以下仍有足夠能力排水。水壓阻力則藉由更強力的擊針簧抵消。此外，特殊的導流板能夠減少擊針向前移動時的流體阻力。這些手槍提供一個標準型左右交錯排列雙排式彈匣，和一個具有+2底座以增加2發彈匣容量的雙排式彈匣。
PPQ戰術海軍消聲型（PPQ TACTICAL NAVY SD）
為PPQ的一款衍生型，具有一根連槍口螺紋的118毫米（4.65英寸）特殊長槍管用以安裝消聲器，其餘與PPQ戰術海軍型相同。
PPQ初版（PPQ First Edition）
為PPQ在美國上市的一款衍生型。這些手槍會以在套筒上軋輥出來的PPQ第一版字樣標明，並具有一根連槍口螺紋的118毫米（4.65英寸）特殊長槍管用以安裝消聲器，以及固定金屬三點式氚光夜間瞄準具。此外，這些手槍提供一個標準型左右交錯排列雙排式彈匣，和一個具有+2底座以增加2發彈匣容量的雙排式彈匣，以及使用具有餘輝的油漆以增強對比度而非一般的插入氚光管的一組標準聚合物瞄準具。

### M2系列
PPQ M2
在2013年1月位於美国内华达州拉斯維加斯舉辦的SHOT Show（美國著名槍展）上由新成立的瓦爾特武器公司推出的一款衍生型，具有與標準型PPQ相同的特徵，唯一例外地已被省略和取代的，是原來與扳機護環底部融為一體並可靈活地操作的彈匣釋放桿被位於扳機護圈後方底部的一個拇指釋放按鈕所取代。彈匣釋放按鈕可以反向安裝，讓左利手使用者可以輕易使用。此外，PPQ M2的彈匣與原來的PPQ彈匣並不兼容。
PPQ M2的衍生型具有9×19毫米和.40 S&W這兩種口徑，並具有常規PPQ槍管長度的一般型、連槍口螺紋用以安裝消聲器的118毫米（4.65英寸）特殊長槍管海軍消聲型和具有一根127毫米（5英寸）長槍管的延長套筒及槍管型這三種槍管長度衍生型。
PPQ Classic
即原PPQ構型，在美國市場M2出現後對應稱「M1（Classic）」改限量生產引進。與M2差別為回復彈匣釋放桿。
PPQ M2海軍消聲型（PPQ M2 NAVY SD）
在2014年推出，是9×19毫米口徑衍生型，其發射機制經過修改，可在水中和靠近水的環境操作。擊針通道以內具有一個非標準孔，確保武器在完全被水淹沒以下仍有足夠能力排水。水壓阻力則藉由更強力的擊針簧抵消。此外，特殊的導流板能夠減少擊針向前移動時的流體阻力。它裝有一根連槍口螺紋的118毫米（4.65英寸）特殊長槍管用以安裝消聲器。此外，這些手槍提供一個標準型左右交錯排列雙排式彈匣，和一個具有+2底座以增加2發彈匣容量的雙排式彈匣。
PPQ 45
2015年8月，瓦爾特宣布推出PPQ M2的.45 ACP口徑型，並且於同年10月正式向市面推出。該槍被放大以適應.45 ACP手枪子彈，也造成手槍較重。較厚的和較長的滑套也稍微架高並超過槍膛至延長的多邊形膛線槍管端部。而PPQ M2的.45 ACP口徑型的槍管所具有的多邊形膛線也是PPQ 9×19毫米魯格和.40 S&W口徑型號的不同之處。其拋殼口也被重新設計，以容納.45 ACP彈殼。

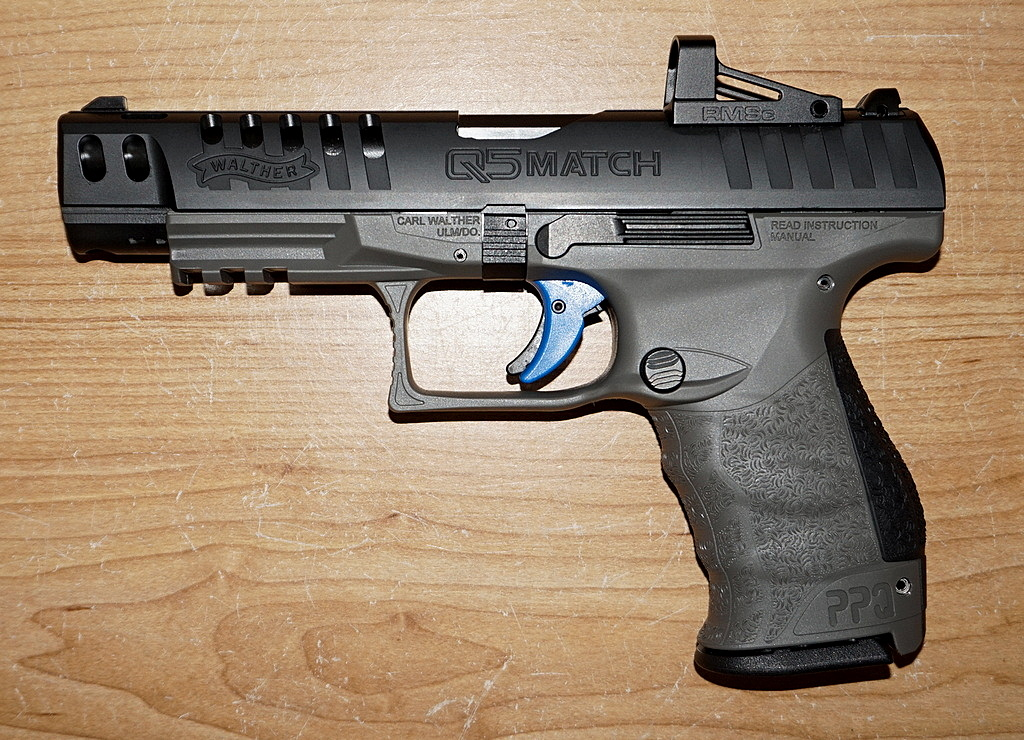
裝有小型紅點鏡的瓦爾特PPQ Q5比賽型9毫米手槍。

Q5比賽型（Q5 MATCH）
2017年SHOT Show以上首次亮相，為PPQ（M2）之比賽衍生型，具有9×19毫米和.40 S&W這兩種口徑，採用更長的127毫米（5英寸）槍管和延長至183毫米（7.2英寸）瞄準基線的套筒組件，並在套筒前端止滑紋及加長部分做出兩排三個橢圓形、類似槍口制退器的切孔。PPQ M2 Q5比賽型的總長度為206毫米（8.1英寸），其中9×19毫米口徑的空槍重量為657克（23.2盎司），而.40 S&W口徑的空槍重量則是670克（24盎司）。

### 訓練用衍生型
PPQ Simunition FX
可供的訓練用版本，發射由Simunition生產的9毫米Simunition FX力上力系統（英語：Force-on-Force System）迷彩漆彈。
PPQ紅槍型（英語：PPQ RED GUN）
為一把與實際現役武器在設計和操作上完全相同的手槍。所有功能元素、尺寸、重量和扳機特性是相同的。然而，PPQ紅槍型並不允許裝填或發射彈藥。
PPQ藍槍型（英語：PPQ BLUE GUN）
為一把槍套訓練用途的塑料手槍。剖面型號可供技術訓練和示範用途。

### 客製化
P99、PPQ可以客製化。荷蘭警方測試過客製化PPQ NL、P99 Q NL，最後定案採購P99 Q NL。中華民國內政部警政署使用的是PPQ M2警用客製化版本，通稱：Walther PPQ M2 NPA型手槍，差異為採彈匣釋放桿、有無保險、多邊形膛線槍管與修改滑套設計型滑套，膛線工法明顯來自PPQ 45技術。

## 使用國
- 芬兰
  - 芬蘭警察（英语：Police of Finland），2012年起採用，並逐步替換格洛克17。
- 中華民國：
  - 中華民國警察，2015年內政部警政署採購PPQ M2客製化版本（瓦爾特 PPQ M2 NPA手槍），採購49,600枝，每隻約267美元，以取代使用多年的S&W 5904（行政警察用）、5904（刑警用）、3914（女警用）三款手槍，預計在五年內配發全國警察[22][23][24][21]，2018年開始配發[25]。

## 流行文化

### 电影
- 2013年—：型號為PPQ戰術型，由阿利克（Alik，拉迪沃耶·布克維奇飾演）用作佩槍（英语：Side arm），並且用在舞廳槍戰。
- 2013年—：型號為PPQ標準型，由前三角洲部隊隊員兼僱傭兵首領埃米爾·斯坦茲（Emil Stenz，傑森·克拉克飾演）用作佩槍（英语：Side arm）。
- 2021年—：女主角Molotov girls（Jodie Comer飾演）的專屬用槍。Molotov girls初登場，於巷弄內與其他玩家交易，將槍抵住玩家脖子時，PPQ獨特的握把花紋及Walter公司標誌清晰可見。而電影美術將PPQ滑套部位設計成金色，提升了辨識度及畫面美感。
- 2023年—《周處除三害》：男主角陳桂林使用PPQ M2客制化版本（瓦爾特PPQ M2 NPA手槍），搶奪於刑警陈灰处，射殺了香港仔。

## 資料來源
1. ↑  RUAG Pistol and Submachine Gun Ammunition Calibre 9x19 的存檔，存档日期2013-09-23.
2. ↑  . AmmoLand.com.   [July 14, 2011]. （原始内容存档于2012-06-23）.
3. 1 2 3 4 5 6 7 8 9 10  Walther PPQ presentation at the German Police Academy （德文） 的存檔，存档日期2012-05-03.
4. ↑   (PDF).   [2013-03-14]. （原始内容存档 (PDF)于2019-06-25）.
5. ↑  .   [2013-03-14]. （原始内容存档于2013-01-28）.
6. ↑  RAD Personal Semiautomatic Pistol 的存檔，存档日期2011-07-26.
7. ↑  . waltherforums.com.   [August 15, 2011]. （原始内容存档于2012-03-28）.
8. 1 2  .   [2014-11-17]. （原始内容存档于2019-06-20）.
9. 1 2 3   (PDF).   [2013-03-14]. （原始内容存档 (PDF)于2012-01-12）.
10. 1 2 3 4 5 6  Safety & Instruction Manual WALTHER PPQ Pistol 的存檔，存档日期2011-12-18.
11. ↑  Technische Richtlinie Pistolen im Kaliber 9mm x 19, Revision January 2008 （德文） （页面存档备份，存于）
12. 1 2  Kasler, 137
13. ↑  Kokalis, 321
14. ↑  .   [2013-03-14]. （原始内容存档于2014-06-05）.
15. ↑  .   [2013-03-14]. （原始内容存档于2015-06-18）.
16. ↑  Walther’s bringing back the PPQ M1 Classic （页面存档备份，存于）. Guns.com, 2015-04-10.
17. ↑  . Walther Arms.   [21 August 2015]. （原始内容存档于2015-09-16）.
18. ↑  . guns.com.   [21 August 2015]. （原始内容存档于2017-11-22）.
19. ↑  .   [2018-05-06]. （原始内容存档于2017-10-12）.
20. ↑  Antwoorden kamervragen over de aanbesteding van het nieuwe politiepistool （页面存档备份，存于）. Rijksoverheid. 2013-03-28 （荷兰文）.
21. 1 2   (PDF). Carl Walther GMBH. 23 November 2015  [2015-11-23]. （原始内容存档 (PDF)于2019-08-31）.
22. ↑  .   [9 November 2015]. （原始内容存档于2015-11-14）.
23. ↑  政府電子採購網 - 決標公告：GF3-104048 警用手槍49,600枝
24. ↑  Walther PPQ M2：新式警用手槍開箱介紹 - 上集. NPA 署長室於Facebook. 2015-11-19.
25. ↑  呂炯昌. . NOWnews今日新聞. 2018-12-10  [2021-09-10]. （原始内容存档于2021-09-10）.

## 外部連結
- （德文）—Walther PPQ on the official German Walther website （页面存档备份，存于）
- （英文）—Walther PPQ on the USA Walther website （页面存档备份，存于）
- （英文）—Safety & Instruction Manual WALTHER PPQ Pistol
- （德文）—Walther Defense Catalog 2011 （页面存档备份，存于）
- （德文）—Explosive drawing and parts list of the Walther PPQ （页面存档备份，存于）
- （德文）—Walther PPQ presentation at the German Police Academy
- （英文）—MEC-GAR magazine manufacturer company website （页面存档备份，存于）
- （英文）—Modern Firearms—Walther PPQ pistol （页面存档备份，存于）
- （英文）—The Firearm Blog.com—
  - Walther PPQ Pistol （页面存档备份，存于）
  - Walther PPQ NAVY （页面存档备份，存于）
  - Walther PPQ – Next Generation M2 Series （页面存档备份，存于）
  - Walther PPQ M2 （页面存档备份，存于）
  - Walther PPQ in .45 ACP （页面存档备份，存于）
  - Walther Q5 Match （页面存档备份，存于）
  - Walther Q5 Match – Where are the Irons With Red Dot? （页面存档备份，存于）
- （英文）—The Truth About Guns.com—
  - Gun Review: Walther PPQ 45 （页面存档备份，存于）
  - Walther Arms at The 2016 Texas Firearms Festival. Come and Shoot It! （页面存档备份，存于）
- （英文）—Firearms News.com—Walther PPQ M2 .45 ACP Review （页面存档备份，存于）
- （英文）—Guns & Ammo.com—
  - Walther PPQ Review
  - Review: Walther PPQ M2 in .45 ACP （页面存档备份，存于）
- （英文）—Handguns Magazine.com—
  - Review: Walther PPQ
  - Review: Walther PPQ M2 5-Inch （页面存档备份，存于）
- （英文）—Shooting Times.com—
  - New Handguns for 2011 （页面存档备份，存于）
  - Walther PPQ M2 Review （页面存档备份，存于）
- （英文）—Shotgun News.com—WALTHER PPQ PISTOL （页面存档备份，存于）
- （英文）—Tactical Life.com—
  - Walther PPQ 9mm （页面存档备份，存于）
  - Smith & Wesson begins shipping Governor Revolver and Walther PPQ pistol. （页面存档备份，存于）
  - Gun Preview: Walther’s New PPQ M2 Is Born For Duty （页面存档备份，存于）
  - Top 10 Features of the Walther PPQ M2 Pistol （页面存档备份，存于）
  - Combat Handgun’s 25 ‘Can’t Miss’ List For 2014－WALTHER PPQ M2 5-INCH （页面存档备份，存于）
  - Gun Review: Walther PPQ M2 9mm （页面存档备份，存于）
  - Top 18 Full-Size Guns From COMBAT HANDGUNS in 2014—WALTHER PPQ M2 .22 （页面存档备份，存于）
  - 11 Top Striker-Fired Pistols For Law Enforcement （页面存档备份，存于）
  - VIDEO: Walther Announces PPQ .45 Auto Handgun （页面存档备份，存于）
  - 14 Long-Slide Handguns That Pack Maximum Power （页面存档备份，存于）
  - 26 New Mid- To Full-Sized Handguns On the Market （页面存档备份，存于）
- （英文）—Personal Defense World.com—
  - Walther PPQ M2 .40 （页面存档备份，存于）
  - SNEAK PEEK: WALTHER PPQ M2 .40 （页面存档备份，存于）
  - SNEAK PEEK: WALTHER PPQ M2 .40 （页面存档备份，存于）
  - Preview: Walther PPQ M2 5-inch | Semi-Auto Pistol （页面存档备份，存于）
  - 10 New Full Size Handguns for 2014 | Self-Defense, Duty & Competition Pistols （页面存档备份，存于）
  - Walther PPQ M2 5-Inch | Gun Review | VIDEO （页面存档备份，存于）
  - VIDEO: Introducing The Walther PPQ .45 ACP （页面存档备份，存于）
  - Walther’s PPQ M2 For CQB （页面存档备份，存于）
  - 6 Walther Handguns Perfect For Concealed Carry Defense （页面存档备份，存于）
  - 40 Autopistols From CONCEALED CARRY HANDGUNS 2016
  - 16 Strong and Silent Threaded-Barrel Pistols （页面存档备份，存于）
  - Walther’s Long-Slide Striker: The PPQ M2 5-Inch （页面存档备份，存于）
  - 25 Compact Carry Handguns For Self-Defense
  - Walther’s PPQ M2 Pistol: Now Available in .45 ACP （页面存档备份，存于）
  - 27 Full-Sized Pistols From COMBAT HANDGUNS In 2015 （页面存档备份，存于）
  - 25 Concealed Carry Handguns In Today’s Marketplace （页面存档备份，存于）
  - PPQ 45: Walther Unveils Its First .45 ACP Pistol （页面存档备份，存于）
  - Walther’s New Q5 Match 9mm Pistol （页面存档备份，存于）